# Real Sociedad Económica de Amigos del País de Palencia
La Real Sociedad Económica de Amigos del País de Palencia fue una asociación de la provincia española de Palencia.

## Descripción
Nació en el siglo XVIII al calor de la irrupción de diferentes sociedades económicas de amigos del país a lo ancho de España. En 1874, yacía ya «completamente abandonada», según Ricardo Becerro de Bengoa, que hablaba de ella en estos términos en El libro de Palencia (1874):

Sociedad de Amigos del pais.—Yace hoy completamente abandonada. En el último periodo de su existencia tenia 125 individuos distribuidos de este modo: 21 en la seccion de instruccion pública y beneficencia; 7 en la de comercio, economia y estadística; 11 en la de agricultura, 6 en artes y oficios, distribuyéndose el resto sin distincion en todas ellas. La sala donde se celebraban sus sesiones existe aun, conservando el nombre de la sociedad, en el edificio de San Francisco, donde la Diputacion y el Gobierno tienen sus depedencias.
(Becerro de Bengoa, 1874, p. 156)